# Hypolimnas ebonensis
Hypolimnas ebonensis är en fjärilsart som beskrevs av Hirose 1934. Hypolimnas ebonensis ingår i släktet Hypolimnas och familjen praktfjärilar. Inga underarter finns listade i Catalogue of Life.